# 亞基夫卡
48°39′30″N 25°10′16″E / 48.65833°N 25.17111°E
亞基夫卡（烏克蘭語：Яківка），是烏克蘭西部的村莊，隸屬伊萬諾-弗蘭科夫斯克州的伊萬諾-弗蘭科夫斯克區。該村始建於1673年，面積11.73平方公里，2001年人口1,480。